# Кібелінг
Кібелінг — голландська закуска зі шматочків риби, яку зазвичай подають із часниковим соусом на основі майонезу або соусом тартар. У XIX столітті воно позначало солоні відходи (щоки) риби тріски, яка була важливою частиною народного раціону. Це популярна страва в Нідерландах.